# Moral Sense Test
Der Moral Sense Test ist ein internetbasiertes Forschungsprojekt des Evolutionsbiologen und Moralphilosophen Marc D. Hauser, in dem Teilnehmer eine Reihe hypothetischer moralischer Dilemmata vorgelegt bekommen und jeweils beurteilen sollen. Seit 2005 wurde der Test bei einer großen Anzahl von Versuchspersonen durchgeführt.

## Der Mann auf der Brücke
Im Jahr 2005 startete der Evolutionsbiologe Marc D. Hauser an der Harvard University mit der Befragung einer großen Anzahl von Versuchspersonen, darunter Kinder, Erwachsene, Akademiker, Ungelernte, religiöse und nicht religiöse Menschen aus verschiedenen Ländern. Hierfür bat er die Versuchspersonen um Antworten auf zwei hypothetische Fragen. Es soll sich zum einen vorgestellt werden, die Versuchsperson stehe an einem Bahngleis an einer Weiche und ein Waggon rolle auf sie zu. Tut die Versuchsperson nichts, wird der Waggon fünf Gleisarbeiter überfahren. Stellt die Person die Weiche um, wird der Waggon die Fahrtrichtung ändern, aber einen anderen Gleisarbeiter überfahren. In der zweiten Frage sollten sich die Versuchspersonen die Situation anders vorstellen. Nun stehe die Versuchsperson auf einer Brücke und müsse, um den Waggon zu stoppen und die fünf Gleisarbeiter zu retten, einen dicken Mann von der Brücke schubsen, der den Waggon aufhalten und dabei ums Leben kommen würde. Die Antworten auf die beiden Fragen wichen stark voneinander ab, was als wissenschaftlicher Durchbruch in der Verhaltensforschung gilt. Etwa 90 Prozent der Befragten würden die Weiche verstellen, aber nur ein Sechstel der Befragten würden den Mann von der Brücke stoßen.
Hauser erkannte, dass es psychologisch einen erheblichen Unterschied macht, ob man aktiv oder passiv den Tod eines Menschen verursacht, selbst wenn das Ergebnis das Gleiche ist. Hauser zog aus der Tatsache, dass die Ergebnisse der Befragungen bei allen Völkern, Altersstufen und Bildungsschichten nahezu gleich waren, den weitreichenden Schluss, dass es in jedem Menschen ein Grundgerüst moralischer Werte geben muss, das ihn dazu bringt, gleichen moralischen Grundsätzen zu folgen, ohne dass seine Erziehung dabei eine Rolle spielt. Jeder Mensch werde dem folgend mit einem angeborenen Instinkt für Moral geboren. Um seine These zu untermauern, führte Hauser zusammen mit António Damásio die gleichen Tests mit Patienten durch, die durch Unfälle Schäden an der ventromedialen Region des Stirnlappens erlitten hatten, was auch als Phineas-Gage-Syndrom oder Frontalhirnsyndrom bezeichnet wird. Menschen mit solchen Verletzungen fehlt nach den Unfällen häufig das moralische Feingefühl. Hausers Tests bestätigten das auf überraschend eindeutige Weise. Fast alle dieser Befragten gaben an, den Mann von der Brücke zu schubsen. Die Forschungen in diesem Bereich dauern bis heute an, wobei Hausers Experimente als wichtige Bausteine gelten. Kritiker bemängeln allerdings, dass in Hausers Versuchen viele andere Aspekte zum Tragen kommen und die Thesen zu weitreichend seien.

## Rezeption
Die Problematik wurde 2016 in dem Theaterstück Terror – Ihr Urteil, welches später verfilmt und in Kinos und im Ersten Deutschen Fernsehen ausgestrahlt wurde, thematisiert und das Experiment vom Mann auf der Brücke konkret benannt. Die Zuschauer konnten per Telefonvoting entscheiden, ob ein Bundeswehrsoldat für das Abschießen eines entführten, mit Passagieren besetzen Flugzeugs, welches auf ein Stadion mit zehntausenden Zuschauern zusteuerte, verurteilt werden sollte. Insgesamt sprachen sich 60 Prozent der Zuschauer dafür aus, den Soldaten nicht zu bestrafen. Nach der Fernsehausstrahlung votierten mehr als 80 Prozent für einen Freispruch.